# Falling Kirke
Falling Kirke, Falling Sogn, Hads Herred i det tidligere Aarhus Amt.
- Kirken set fra nordøst.
- Kirken set fra nordvest.
- Indgangsportal til kirkegården.

## Eksterne kilder og henvisninger
- Falling Kirke Arkiveret 19. september 2015 hos  Wayback Machine hos KortTilKirken.dk
- Falling Kirke Arkiveret 14. november 2017 hos  Wayback Machine hos danmarkskirker.natmus.dk (Danmarks Kirker, Nationalmuseet)

- Wikimedia Commons har flere filer relateret til Falling Kirke